# Ineke Tigelaar
Ineke Tigelaar   (Hilversum, 9 d'octubre de 1945) és una nedadora neerlandesa, ja retirada, especialista en estil lliure, que va competir durant la dècada de 1960.
En el seu palmarès destaquen quatre medalles al Campionat d'Europa de natació de 1962, una d'or, dues de plata i una de bronze, així com sis campionats nacionals entre 1961 i 1964, un dels 100, dos dels 400 i tres dels 1.500 metres lliures. Formà part de l'equip neerlandès que millorà el rècord d'Europa dels 4x100 metres lliures el 1962.
El 1964 va prendre part en els Jocs Olímpics d'Estiu de Tòquio, on va quedar eliminada en sèries en els 400 metres lliures del programa de natació.